# Římská cena
Římská cena (francouzsky Prix de Rome) bylo stipendium pro studenty umění. Byla založena roku 1663 ve Francii za vlády Ludvíka XIV. Byla to každoroční příležitost pro nadějné umělce (malíře, sochaře a architekty), kteří podrobili svůj talent obtížné zkoušce. Udílení ceny organizovala Královská akademie malířství a sochařství a bylo určeno jejím studentům. Vítěz vyhrál pobyt v Římě v paláci Mancini na náklady francouzského krále.
Během 140 let se cena udílela až v pěti kategoriích. Začalo se se třemi – malířství, sochařství a architektura; roku 1803 přibyla hudba; roku 1804 rytectví. Vítěz "První velké ceny" byl poslán do římské Francouzské akademie založené Colbertem roku 1666. Existovala také "Druhá cena", jejíž držitelé získali v akademii kratší pobyt.
Eugène Delacroix, Edouard Manet, Edgar Degas, Ernest Chausson a Maurice Ravel se ucházeli o Prix de Rome, ale bezúspěšně. Jacques-Louis David, který neuspěl tři roky po sobě, uvažoval o sebevraždě. Ravel se o získání ceny pokoušel pětkrát a poslední pokus roku 1905, který byl velmi kontroverzní, vedl ke kompletní reorganizaci administrativy pařížské konzervatoře.
Římskou cenu v roce 1968 zrušil André Malraux, tehdejší ministr kultury.

## Vítězové kategorie Architektura
(Mezi lety 1722 až 1786 udělovala Římskou cenu za architekturu Académie d'architecture – jejím první držitelem byl Jean Michel Chevotet.)
- 1786 – Charles Percier
- 1805 – Auguste Guenepin
- 1815 – Tilman-François Suys
- 1819 – Martin-Pierre Gauthier
- 1823 – Félix Duban
- 1824 – Henri Labrouste
- 1833 – Victor Baltard
- 1837 – Jean-Baptiste Guenepin
- 1840 – Théodore Ballu
- 1847 – Jules Eugène Lenepveu
- 1848 – Charles Garnier
- 1850 – Victor Louvet
- 1861 – Constant Moyaux
- 1864 – Julien Guadet
- 1870 – Albert-Félix-Théophile Thomas
- 1878 – Victor Laloux
- 1880 – Louis Girault
- 1881 – Henri Deglane
- 1886 – Albert Louvet – “Druhá cena”
- 1888 – Albert Tournaire
- 1890 – Emmanuel Pontremoli
- 1892 – Guillaume Tronchet
- 1897 – Eugène Duquesne
- 1898 – Léon Chifflot
- 1899 – Tony Garnier
- 1902 – Henri Prost
- 1912 – Jacques Debat-Ponsan
- 1919 – Jacques Carlu
- 1923 – Jean-Baptiste Mathon
- 1927 – André Leconte
- 1928 – Georges Dengler
- 1937 – Paul Jacques Grillo
- 1938 – Henry Bernard
- 1939 – Bernard Zehrfuss
- 1945 – Jean Dubuisson
- 1950 – Xavier Arsène-Henry – “Druhá cena”
- 1954 – Robert Venturi
- 1955 – Ngô Viết Thụ
- 1956 – Michel Folliasson – “Druhá cena”
- 1966 – Bernard Schoebel
- 1967 – Daniel Kahane

## Vítězové v kategorii Malířství
- 1663 – Pierre Monier
- 1673 – Louis de Boullogne mladší
- 1682 – Hyacinthe Rigaud
- 1688 – Daniel Sarrabat
- 1699 – Pierre-Jacques Cazes
- 1700 – Alexis Simon Belle
- 1709 – Jean Antoine Watteau “Druhá cena”
- 1720 – François Boucher
- 1721 – Charles-Joseph Natoire
- 1724 – Carle van Loo
- 1727 – Pierre-Hubert Subleyras
- 1734 – Jean-Baptiste Marie Pierre
- 1736 – Noël Hallé
- 1738 – Charles-Amédée-Philippe van Loo
- 1741 – Charles-Michel-Ange Challe
- 1752 – Jean-Honoré Fragonard
- 1756 – Hughes Taraval
- 1758 – Jean-Bernard Restout
- 1765 – Jean Bardin
- 1766 – François-Guillaume Ménageot
- 1767 – Jean Simon Berthélemy
- 1768 – François-André Vincent
- 1769 – Joseph Barthélémy Le Bouteux, Pierre Lacour – “Druhá cena”
- 1770 – Gabriel Lemonnier
- 1771 – Joseph-Benoît Suvée
- 1772 – Pierre-Charles Jombert, Anicet Charles Gabriel Lemonnier – “Druhá cena”
- 1773 – Pierre Peyron
- 1774 – Jacques-Louis David
- 1775 – Jean-Baptiste Regnault
- 1776 – Bénigne Gagneraux
- 1778 – Charles-Édouard Chaise – “Druhá cena”
- 1780 – Jean-Pierre Saint-Ours
- 1782 – Antoine-Charles-Horace Vernet
- 1783 – François Gounod – “Druhá cena”
- 1784 – Jean-Germain Drouais, Guillaume Guillon Lethière – “Druhá cena”
- 1787 – François-Xavier Fabre
- 1789 – Anne-Louis Girodet de Roussy-Trioson, Guillaume Guillon Lethière – “Druhá cena”
- 1790 – Jacques Réattu
- 1792 – Charles Paul Landon
- 1797 – Pierre-Narcisse Guérin, Louis-André-Gabriel Bouchet, Pierre Bouillon
- 1798 – Fulchran-Jean Harriet
- 1800 – Jean-Pierre Granger
- 1801 – Jean Auguste Dominique Ingres
- 1802 – Alexandre Menjaud
- 1803 – Merry-Joseph Blondel
- 1804 – Joseph-Denis Odevaere
- 1805 – Félix Boisselier
- 1807 – François Joseph Heim
- 1808 – Alexandre-Charles Guillemot
- 1809 – Jérôme-Martin Langlois
- 1810 – Michel Martin Drölling
- 1811 – Alexandre-Denis-Abel de Pujol
- 1812 – Louis-Vincent-Léon Pallière
- 1813 – François-Edouard Picot
- 1815 – Jean Alaux
- 1816 – Antoine-Jean-Baptiste Thomas
- 1817 – Léon Cogniet, Achille Etna Michallon
- 1820 – Amable-Paul Coutan
- 1821 – Joseph-Désiré Court, Jean-Charles-Joseph Rémond
- 1824 – Charles Philippe Larivière
- 1825 – André Giroux
- 1830 – Émile Signol
- 1831 – Henry-Frédéric Chopin
- 1832 – Antoine Wiertz, Jean-Hippolyte Flandrin
- 1833 – Gabriel Prieur
- 1834 – Paul Jourdy
- 1837 – Thomas Couture
- 1838 – Isidore Pils
- 1839 – Ernest Hébert
- 1840 – Pierre-Nicolas Brisset
- 1842 – Victor Biennourry
- 1844 – Félix-Joseph Barrias
- 1845 – Jean-Achille Benouville, Alexandre Cabanel – “Druhá cena”
- 1847 – Jules Eugène Lenepveu
- 1848 – Joseph Stallaert; William-Adolphe Bouguereau & Gustave Boulanger – “Druhá cena”
- 1849 – Gustave Boulanger
- 1850 – William-Adolphe Bouguereau, Paul Baudry
- 1854 – Felix-Henri Giacomotti, Armand Bernard – “Druhá cena”
- 1857 – Charles Sellier
- 1858 – Jean-Jacques Henner
- 1861 – Léon Perrault, Jules Joseph Lefebvre
- 1864 – Diogène-Ulysse-Napoléon Maillard
- 1865 – Jules Machard, André Hennebicq, Gustave Huberti
- 1866 – Henri Regnault
- 1868 – Édouard-Théophile Blanchard
- 1869 – Luc-Olivier Merson
- 1871 – Edouard Toudouze
- 1873 – Aimé Morot
- 1874 – Paul-Albert Besnard
- 1875 – Léon Comerre, Jules Bastien-Lepage – “Druhá cena”
- 1876 – Joseph Wencker
- 1878 – Julius Schmid
- 1880 – Henri Lucien Doucet
- 1881 – Louis-Edouard-Paul Fournier
- 1883 – André Marcel Baschet, Émile Friant – “Druhá cena”
- 1884 – Edouard Cabane – “Druhá cena”
- 1889 – Ernest Laurent
- 1891 – Adolphe Déchenaud – “Druhá cena”, Hubert-Denis Etcheverry – “Druhá cena”
- 1894 – Adolphe Déchenaud
- 1898 – Jean-Amédée Gibert, Jules Joseph Lefebvre
- 1906 – Albert Henry Krehbiel
- 1907 – Louis Léon Eugène Billotey, Émile Aubry
- 1908 – Jean Lefeuvre
- 1910 – Jean Dupas
- 1911 – Jean-Gabriel Domergue
- 1912 – Gabriel Girodon
- 1913 – Robert Davaux
- 1914 – Victor-Julien Giraud, Jean Despujols
- 1919 – Louis-Pierre Rigal
- 1921 – Constantin Font
- 1922 – Pierre-Henri Ducos de La Haille
- 1923 – Pierre Dionisi
- 1924 – René-Marie Castaing
- 1925 – Odette Pauvert
- 1928 – Nicolas Untersteller
- 1930 – Yves Brayer, Salvatore DeMaio
- 1934 – Pierre-Emile-Henri Jérôme
- 1936 – Lucien Fontanarosa & Jean Pinet; Roger Bezombes
- 1941 – Piet Schoenmakers
- 1942 – Pierre-Yves Trémois
- 1946 – José Fabri-Canti
- 1947 – Louis Vuillermoz – “Druhá cena”
- 1948 – John Heliker
- 1950 – Paul Collomb – “Druhá cena”
- 1951 – Daniel Sénélar
- 1953 – Pierick Houdy
- 1955 – Paul Ambille
- 1960 – Pierre Carron
- 1962 – Freddy Tiffou
- 1965 – Jean-Marc Lange
- 1966 – Gérard Barthélemy
- 1967 – Thierry Vaubourgoin – “Druhá cena”
- 1968 – Michel Niel Froment

## Vítězové v kategorii Sochařství
- 1673 – Jean Cornu
- 1680 – Jean Joly
- 1682 – Nicolas Coustou
- 1686 – Pierre Legros
- 1694 – René Frémin
- 1722 – Edmé Bouchardon
- 1725 – Jean-Baptiste II. Lemoyne
- 1739 – Louis-Claude Vassé
- 1748 – Augustin Pajou
- 1754 – Charles-Antoine Bridan
- 1757 – Étienne-Pierre-Adrien Gois
- 1758 – Félix Lecomte
- 1761 – Jean-Antoine Houdon
- 1762 – Louis-Simon Boizot
- 1765 – Pierre Julien
- 1772 – François-Nicolas Delaistre
- 1779 – Louis-Pierre Deseine
- 1784 – Antoine-Denis Chaudet
- 1788 – Jacques-Edme Dumont
- 1790 – François-Frédéric Lemot
- 1801 – Joseph-Charles Marin & François-Dominique-Aimé Milhomme
- 1806 – Pierre-François-Grégoire Giraud
- 1809 – Henri-Joseph Ruxthiel
- 1811 – David d'Angers
- 1812 – François Rude
- 1813 – Jean-Jacques Pradier
- 1815 – Étienne-Jules Ramey
- 1817 – Charles-François Lebœuf
- 1818 – Bernard-Gabriel Seurre
- 1819 – Abel Dimier
- 1820 – Georges Jacquot
- 1821 – Philippe-Joseph-Henri Lemaire
- 1823 – Augustin-Alexandre Dumont & Francisque-Joseph Duret
- 1824 – Charles-Marie-Émile Seurre
- 1826 – Louis Desprez
- 1827 – Jean-Louis-Nicolas Jaley & François-Gaspard-Aimé Lanno
- 1828 – Antoine Laurent Dantan
- 1829 – Jean-Baptiste-Joseph Debay
- 1830 – Honoré-Jean-Aristide Husson
- 1832 – François Jouffroy & Jean-Louis Brian
- 1833 – Pierre-Charles Simart
- 1836 – Jean-Marie-Bienaimé Bonnassieux & Auguste-Louis-Marie Ottin
- 1837 – Louis-Léopold Chambard
- 1838 – Nicolas-Victor Vilain
- 1839 – Théodore-Charles Gruyère
- 1841 – Georges Diebolt & Charles-Joseph Godde
- 1842 – Jules Cavelier
- 1843 – René-Ambroise Maréchal
- 1844 – Eugène-Louis Lequesne
- 1845 – Jean-Baptiste-Claude-Eugène Guillaume
- 1847 – Jacques-Léonard Maillet & Jean-Joseph Perraud
- 1848 – Gabriel-Jules Thomas
- 1849 – Louis Roguet
- 1850 – Charles-Alphonse-Achille Gumery
- 1851 – Gustave Adolphe Désiré Crauk
- 1852 – Alfred-Adolphe-Édouard Lepère
- 1854 – Jean-Baptiste Carpeaux
- 1855 – Henri-Michel-Antoine Chapu & Amédée-Donatien Doublemard
- 1856 – Henri-Charles Maniglier
- 1857 – Joseph Tournois
- 1859 – Jean-Alexandre-Joseph Falguière & Louis-Léon Cugnot
- 1860 – Barthélemy Raymond
- 1861 – Justin-Chrysostome Sanson
- 1862 – Ernest-Eugène Hiolle
- 1863 – Charles-Arthur Bourgeois
- 1864 – Eugène Delaplanche & Jean-Baptiste Deschamps
- 1865 – Louis-Ernest Barrias
- 1868 – Marius-Jean-Antoine Mercié & Edme-Antony-Paul Noël
- 1869 – André-Joseph Allar
- 1870 – Jules-Isidore Lafrance
- 1871 – Laurent-Honoré Marqueste
- 1872 – Jules Coutan
- 1873 – Jean-Antoine-Marie Idrac
- 1874 – Jean-Antoine Injalbert
- 1875 – Jean-Baptiste Hugues
- 1876 – Alfred-Désiré Lanson
- 1877 – Alphonse-Amédée Cordonnier
- 1878 – Edmond Grasset
- 1879 – Léon Fagel
- 1880 – Émile-Edmond Peynot
- 1881 – Jacques-Théodore-Dominique Labatut
- 1882 – Désiré-Maurice Ferrary
- 1883 – Henri-Édouard Lombard
- 1884 – Denys Puech
- 1885 – Joseph-Antoine Gardet
- 1886 – Paul-Gabriel Capellaro
- 1887 – Edgar-Henri Boutry
- 1888 – Louis-J. Convers
- 1889 – Jean-Charles Desvergnes
- 1890 – Paul-Jean-Baptiste Gasq
- 1891 – François-Léon Sicard
- 1892 – Hippolyte-Jules Lefebvre
- 1893 – Aimé-Jérémie-Delphin Octobre
- 1894 – Constant-Ambroise Roux
- 1895 – Hippolyte-Paul-René Roussel
- 1896 – Jean-Baptiste-Antoine Champeil
- 1897 – Victor Segoffin
- 1898 – Camille Alaphilippe
- 1899 – André-César Vermare
- 1900 – Paul-Maximilien Landowski
- 1901 – Henri Bouchard
- 1913 – Gilbert Ledward
- 1914 – Charles Sargeant Jagger
- 1919 – Alfred Janniot, Raymond Delamarre – ex aequo et bono, César Schroevens – třetí cena
- 1932 – Henri Lagriffoul
- 1934 – Albert Bouquillon
- 1935 – Alphonse Darville
- 1936 – André Greck
- 1937 – Raymond Granville Barger
- 1947 – Léon Bosramiez
- 1954 – Jacqueline Bechet-Ferber

## Vítězové v kategorii Rytectví
- 1906 – Henry Cheffer
- 1910 – Jules Piel
- 1911 – Albert Decaris
- 1920 – Pierre Matossy
- 1921 – Pierre Gandon
- 1952 – Claude Durrens

## Vítězové v kategorii Hudební kompozice
- 1803 – Albert Androt
- 1804 – neudělena
- 1805 – Ferdinand Gasse, Victor Dourlen
- 1806 – Victor Bouteiller
- 1807 – neudělena
- 1808 – Pierre-Auguste-Louis Blondeau
- 1809 – Louis Joseph Daussoigne-Méhul
- 1810 – Désiré Beaulieu
- 1811 – Hippolyte Chélard
- 1812 – Louis Joseph Ferdinand Herold, Félix Cazot
- 1813 – Auguste Panseron
- 1814 – P.-G. Roll
- 1815 – François Benoist
- 1816 – neudělena
- 1817 – Désiré-Alexandre Batton
- 1818 – neudělena
- 1819 – Fromental Halévy, P.-J.-P.-C. Massin-Turina
- 1820 – Aimé Ambroise Simon Leborne
- 1821 – L.-V.-E. Rifaut
- 1822 – J.-A. Lebourgeois
- 1823 – E. Boilly and L.-C. Ermel
- 1824 – Auguste-M.-B. Barbereau
- 1825 – Albert Guillion
- 1825 – Adolphe-Charles Adam – "Druhá cena"
- 1826 – C.-J. Paris
- 1827 – Jean-Baptiste-Louis Guiraud
- 1828 – G. Ross-Despréaux
- 1829 – neudělena
- 1830 – Hector Berlioz, Alexandre Montfort
- 1831 – Eugène-Prosper Prévost
- 1832 – Ambroise Thomas
- 1833 – A. Thys
- 1834 – A. Elwart
- 1835 – Ernest Boulanger
- 1836 – X. Boisselot
- 1837 – Louis Désiré Besozzi
- 1838 – A.-G.-J. Bousquet
- 1839 – Charles Gounod
- 1840 – F.E.V. Bazin
- 1841 – Aimé Maillart
- 1842 – A.-A. Roger
- 1843 – neudělena
- 1844 – Victor Massé
- 1845 – neudělena
- 1846 – Léon Gastinel
- 1847 – P.-L. Deffès
- 1848 – J.-L.-A. Duprato
- 1849 – neudělena
- 1850 – J.-A. Charlot
- 1851 – J.-C.-A. Delehelle
- 1852 – L. Cohen
- 1853 – P.-C.-C. Galibert
- 1854 – G.-N. Barthe
- 1855 – J. Conte
- 1856 – neudělena
- 1857 – Georges Bizet
- 1858 – S. David
- 1859 – Ernest Guiraud
- 1860 – Emile Paladilhe
- 1861 – Théodore Dubois
- 1862 – L. Bourgault-Ducoudray
- 1863 – Jules Massenet
- 1864 – Victor Sieg
- 1865 – Charles Ferdinand Lenepveu
- 1866 – Émile Louis Fortuné Pessard
- 1867 – neudělena
- 1868 – V.-A. Pelletier-Rabuteau and E. Wintzweiller
- 1869 – Antoine Taudou
- 1870 – Charles Edouard Lefebvre,Henri Maréchal
- 1871 – Gaston Serpette
- 1872 – Gaston Salvayre
- 1873 – Paul Puget
- 1874 – Léon Erhart
- 1875 – André Wormser
- 1876 – Paul Joseph Guillaume Hillemacher
- 1877 – neudělena
- 1878 – Clément Broutin
- 1879 – Georges Hüe
- 1880 – Lucien Joseph Edouard Hillemacher
- 1881 – neudělena
- 1882 – Georges Marty
- 1883 – Paul Vidal
- 1884 – Claude Debussy
- 1885 – Xavier Leroux
- 1886 – André Gedalge – "Druhá cena"
- 1887 – Gustave Charpentier
- 1891 – Paul-Henri-Joseph Lebrun
- 1894 – Henri Rabaud
- 1900 – Florent Schmitt
- 1901 – André Caplet
- 1901 – Gabriel Dupont – "Druhá cena"
- 1902 – Aymé Kunc
- 1902 – Roger Ducasse – "Druhá cena"
- 1902 – Albert Bertelin
- 1903 – Raoul Laparra
- 1904 – Raymond-Jean Pech
- 1904 – Paul Pierné – "Druhá cena"
- 1904 – Hélène Fleury-Roy
- 1905 – Victor Gallois
- 1905 – Marcel Samuel-Rousseau – "Druhá cena"
- 1905 – Philippe Gaubert
- 1906 – Louis Dumas
- 1907 – Maurice Le Boucher
- 1908 – André Gailhard
- 1908 – Louis Dumas
- 1908 – Nadia Boulanger – "Druhá cena"
- 1908 – Édouard Flament
- 1909 – Jules Mazellier
- 1909 – Marcelle Tournier – "Druhá cena"
- 1913 – Lili Boulanger
- 1914 – Marcel Dupré
- 1919 – Jacques Ibert
- 1923 – Jeanne Leleu
- 1932 – Vittorio Giannini
- 1934 – Eugène Bozza
- 1938 – Henri Dutilleux
- 1953 – Jacques Castérède
- 1955 – Pierre Max Dubois
- 1956 – Jean Aubain, Pierre Gabaye
- 1967 – Michel Rateau
- 1972 – Gérard Grisey